# Graniczna Placówka Kontrolna Straży Granicznej w Golińsku
Graniczna Placówka Kontrolna Straży Granicznej w Golińsku – nieistniejąca obecnie graniczna jednostka organizacyjna Straży Granicznej wykonująca kontrolę graniczną osób, towarów i środków transportu bezpośrednio w przejściach granicznych na granicy państwowej z Republiką Czeską.

## Formowanie i zmiany organizacyjne
Graniczna Placówka Kontrolna Straży Granicznej w Golińsku (GPK SG w Golińku) została utworzona w sierpniu 1993 roku i weszła w podporządkowanie Sudeckiego Oddziału Straży Granicznej w Kłodzku .
W 2000 roku rozpoczęła się reorganizacja struktur Straży Granicznej związana z przygotowaniem Polski do wstąpienia do Unii Europejskiej i przystąpieniem do Traktatu z Schengen. Podczas restrukturyzacji wprowadzono kompleksową ochronę granicy już na najniższym szczeblu organizacyjnym tj. strażnica i graniczna placówka kontrolna. Wprowadzona całościowa ochrona granicy zniosła podział na graniczne jednostki organizacyjne ochraniające tylko tzw. „zieloną granicę” i prowadzące tylko kontrole ruchu granicznego. W wyniku tego, 2 stycznia 2003 roku GPK SG w Golińsku przejęła wraz z obsadą etatową pod ochronę odcinek graniczny, po rozformowanej Strażnicy SG w Golińsku .
Jako Graniczna Placówka Kontrolna Straży Granicznej w Golińsku funkcjonowała do 23 sierpnia 2005 roku i 24 sierpnia 2005 roku została przekształcona na Placówkę Straży Granicznej w Golińsku (PSG w Golińsku) .

## Ochrona granicy
Od 2 stycznia 2003 roku po przejęciu odcinka Strażnicy SG w Golińsku, GPK SG w Golińsku ochraniała wyznaczony odcinek granicy państwowej.

### Podległe przejścia graniczne
- Golińsk-Starostín – drogowe
- Mieroszów-Meziměstí – kolejowe.

Źródło 

## Komendanci granicznej placówki kontrolnej
- mjr SG Stanisław Żabicki p.o. (był 18.08.2001)[2].